# Nagycsűri ütközet
A Nagycsűri ütközet volt az 1848–49-es forradalom és szabadságharc Erdélyben zajló utolsó nagy csatája. Az ütközet első napján a magyar csapatok beveszik Nagyszebent, azonban a második nap katasztrofális vereséget szenvednek az orosz csapatoktól, melynek köszönhetően az erdélyi magyar hadsereg gyakorlatilag megsemmisült.

## Előkészületek
A segesvári vereség után Marosvásárhelyre érkező Bem ott viszonylag jelentős erőkre talált, Kemény ezredes és Damaszkin alezredes hadosztályait, melyek kb. 8000 főt számláltak. Ebből mintegy 2000 fő Kemény vezetésével Kolozsvár fedezésére indult vissza. A maradékra Bemnek volt szüksége, aki ismét nagy tervet kovácsolt. Nagyszebent akarta bevenni, s ezzel egyszerre több célt is el akart érni. Lüders fő erőinek eltávolítását a Székelyföldről, birtokba venni a Vöröstoronyi-szorost, melyen át be lehet törni Havasalföldre. Végül Nagyszeben a stratégiai helyzete és a gyulafehérvári magyar ostromsereggel való összeköttetés szempontjából is fontos volt.

## Nagyszeben bevétele
Bem elhatározását szokás szerint gyors tett követte. Hadával Marosvásárhelyről augusztus 2-án elindulva, Medgyesen át, már 5-én Szeben előterébe érkezett. Közeledtének hírére Hasford cári tábornok a mintegy 5000 főnyi helyőrség zömével a nagycsűri magaslatok lejtőin foglalt állást. A terepet uraló magaslatokat - Bem gyorsaságára jellemzően - már a magyar tüzérség és gyalogság szállta meg. Az 5-én délután kibontakozó harc magyar győzelemmel zárult. Hasford-állásait feladva, majd a várost is kiürítve a Vöröstoronyi-szoros előterébe vonult vissza.

## A fordulat
A magyar sereg útvonaláról késve értesülő Lüders közben kétségbeesett gyorsasággal sietett Nagyszebenben hagyott helyőrsége segítségére. A Székelykeresztúrról induló főhadoszlop, az erőltetett menet eredményeként, éleivel már 6-án reggel elérte Nagycsűrt, majd a délelőtt folyamán a zöm is megérkezett.
Bemnek most választania kellett. Vagy elfogadja Lüders 15 000 és Hasford 5000 katonájának várható egyidejű támadását, vagy pedig kitér az összecsapás elől. A tábornok az előbbi mellett döntött, mivel a Szászsebesnél álló gyulafehérvári hadosztály támogatására számított. Erre annak vezetője, Maximilian Eugen von Stein ezredes már korábban parancsot kapott. Miként azonban Segesvárnál Kemény, úgy Nagyszebennél Stein elkésett, s így Bem magára maradt az augusztus 6-án vívott ütközetben.

## A végső ütközet
Az összecsapás négy fázisban játszódott le. Az elsőre a már ismert nagycsűri magaslatoknál került sor. A támadó fél ezúttal Lüders Engelhardt tábornok vezette előhad volt. Engelhardt, hosszabb tüzérségi előkészítés után, lovasságát a magyar jobb és balszárny átkarolására küldte, egyidejűleg pedig a hadközépben álló gyalogságával és tüzérségével megkezdte a leereszkedést a nagycsűri magaslatokról.
Az ütközet ezzel lényegében el is dőlt, miután a magyar sereg nem talált ellenszert az ellenség tömeges lovassági támadásaival szemben. Bem, hogy elkerülje gyalogsága bekerítését, elrendelte a visszavonulást. A Nagycsűrről Szeben felé hátráló honvéd zászlóaljak katonái az őket állandóan zaklató és körülrajzó orosz lovasság támadására vagy szétszaladtak, vagy felvették az ilyen esetre előírt zászlóalj-négyszög alakzatot. Ekkor soraikat viszont az orosz tüzérség tüze ritkította meg. A nagy veszteségeket szenvedett sereg végül egy iramodással Nagyszeben falai közé futott.
A városban Bem katonái ismét megvetették a lábukat. Az ütközet eme harmadik fázisa csak rövid ideig tartott, mivel Bemnek tartania kellett attól, hogy egyetlen visszavonulási útját Szászsebes felé az orosz lovasság elvágja. Szerencsére ez az utóbbi öntevékenysége következtében elmaradt. A honvédek üldözése során az orosz lovasság ugyanis szintén betört Nagyszebenbe, s csak késve kapta meg Lüders parancsát a szászsebesi út elállására. Az utcai harcokba - a július 10-i besztercei esethez hasonlóan - több szebeni szász polgár is bekapcsolódott, s egyikük Bemnek szánt lövése a tábornok hadititkárát, Anton Kurz őrnagyot sebezte halálra.
A véres utcai harc után a magyar sereg maradványai megkezdték elvonulásukat Szászsebes felé. Néhány csapattöredék számára ez azonban már nem volt lehetséges, ezek katonái, az utolsó töltényig harcolva, a város házaiban véreztek el.
Ugyancsak jelentős veszteségeket szenvedett Bem utóvéde, mely Kistoronynál kísérletet tett az üldöző lovasság megállítására.

## Következmények
Az ütközet mind veszteségeit, mind a további kilátásokat tekintve döntő jelentőségű volt. A magyar sereg vesztesége mintegy 2000 főre rúgott, vereségével pedig lényegében az utolsó nagyobb létszámú erdélyi magyar seregtest semmisült meg. Jóllehet az ütközet után megmaradt mintegy 3000 ember Szászsebesnél egyesült Stein ezredes hasonló létszámú hadosztályával. Ez a sereg azonban már csak különböző csapattöredékekből álló, lelkét vesztett fegyveres sokaság volt. Lehangoltsága és a közeledő ellenség többszörös túlereje következtében komoly ellenállásra már nem volt alkalmas.
A sereg vezetését a Dél-Magyarországon összpontosított magyar főerők parancsnokává kinevezett Bemtől Stein ezredes vette át. Stein erőfeszítések árán még összetartotta a csapatokat, s azokat a Lüdersszel vívott augusztus 12-i vesztes szászsebesi ütközet után Dévára vezette vissza. A táborban 16-án ismét megjelent Bem, aki a magyar fősereg augusztus 9-i temesvári veresége után sem adta fel a reményt. A teljes bomlás jelei láttán azonban végül is le kellett tennie a harc folytatásának tervéről. 17-én emigrációba vonult, az erdélyi hadsereg Déván összpontosuló maradványai pedig másnap letették fegyvereiket Lüders csapatai előtt.
Az erdélyi hadsereg Partiumba szorult maradványai: Gál Sándor székelyföldi csapatai, Kemény Farkas kolozsvári hadosztálya, valamint a Magyarországról érkezett Kazinczy-hadosztály, összesen 12 000 fő augusztus 24-25-én Zsibónál szintén megadták magukat.
Ezzel a szabadságharc Erdélyben végképp lezáródott.